# 18923 Jennifersass
18923 Jennifersass (2000 PC23) là một tiểu hành tinh vành đai chính được phát hiện ngày 2 tháng 8 năm 2000 bởi nhóm nghiên cứu tiểu hành tinh gần Trái Đất phòng thí nghiệm Lincoln ở Socorro.